# Арденни (фільм)
«Арденни» (нід. D'Ardennen) — бельгійський драматичний фільм, знятий Робіном Пронтом. Світова прем'єра стрічки відбулась 14 вересня 2015 року на міжнародному кінофестивалі в Торонто. Фільм розповідає про двох братів, Кеннета і Дейва, пограбування для яких закінчилось невдало — один потрапив до в'язниці, а іншому вдалося втекти. Чотири роки по тому Кеннет виходить з в'язниці, а Дейв не знає як сказати йому, що він спить з його подругою Сильвією.
Фільм був висунутий Бельгією на премію «Оскар» за найкращий фільм іноземною мовою.

## У ролях
- Верле Батенс — Кеннет
- Джероен Персеваль — Дейв
- Верле Батенс — Сильвія

## Визнання
| Нагороди та номінації фільму «Арденни» | Нагороди та номінації фільму «Арденни»  | Нагороди та номінації фільму «Арденни» | Нагороди та номінації фільму «Арденни» | Нагороди та номінації фільму «Арденни» | Нагороди та номінації фільму «Арденни» |
| Рік                                    | Кінопремія / Кінофестиваль              | Категорія / Нагорода                   | Номінант                               | Результат                              |                                        |
| -------------------------------------- | --------------------------------------- | -------------------------------------- | -------------------------------------- | -------------------------------------- | -------------------------------------- |
| 2016                                   | Лез-Аркський європейський кінофестиваль | Найкращий фільм                        | «Арденни»                              | Номінація                              |                                        |
| 2016                                   | Міжнародний кінофестиваль у Глазго      | Приз глядацьких симпатій               | «Арденни»                              | Номінація                              |                                        |
| 2016                                   | Премія «Магрітт»                        | Найкращий копродукційний фільм         | «Арденни»                              | Перемога                               |                                        |